# آيت عزيزة (أم ربيع)
آيت عزيزة هي إحدى مشيخات المملكة المغربية، تتبع جغرافيا لإقليم خنيفرة وإداريًا لأم ربيع. يقدر عدد سكانها بـ 1393 نسمة حسب الإحصاء الرسمي للسكان والسكنى لسنة 2004.

القبيلة متاخمة لقبائل الزيان (آيت بومازو وآيت عمو عيسى) من الجهة الجنوبية والجنوبية الشرقية، وتحدها حدود مشتركة مع قبيلة آيت ميل من الجهة الشمالية (إقليم إيفران).
تتألف القبيلة من ستة (كسور) أسون:

آيت إبراهيم (Aït Brahim - آيت ابراهيم)
آيت سعيد (Aït Said - آيت اسعيد)
آيت أحماد (Aït Hmad - آيت احماد)
آيت بلعاشي (Aït Belaachi - آيت بلعاشي)
آيت يطو أوعكي (Aït Itto Akki - آيت يطو أوعكي)
آيت بوعزة (Aït Bouazza - آيت بوعزة)
توزيع القبائل